# Kovtunivka, Nijîn
Kovtunivka (în ucraineană Ковтунівка) este un sat în comuna Halîțea din raionul Nijîn, regiunea Cernihiv, Ucraina.

## Demografie
Componența lingvistică a localității Kovtunivka
     Ucraineană (100%)
Conform recensământului din 2001, toată populația localității Kovtunivka era vorbitoare de ucraineană (100%).